# Pass the Courvoisier, Part II
"Pass the Courvoisier, Part II" é um hit single de Busta Rhymes. Também tem a participação de P. Diddy e do cantor de R&B Pharrell e foi quarto e último single do quinto álbum de Busta Rhymes, "Genesis". O video clipe tem aparições de Spliff Star, Mr. T, Mo'Nique, Kim Whitney e Jamie Foxx.

## Posições
O single chegou ao 11º lugar da Billboard Hot 100, se tornando a posição mais alta de qualquer single do álbum Genesis.
| Parada                                          | Melhor posição |
| ----------------------------------------------- | -------------- |
| U.S. Billboard Hot 100                          | 11             |
| U.S. Billboard Hot R&B/Hip-Hop Singles & Tracks | 4              |
| U.S. Billboard Hot Rap Singles                  | 2              |
| UK Singles Chart                                | 16             |